# 里斯本 (紐約州)
里斯本（英語：Lisbon）是一個位於美國紐約州聖羅倫斯縣的鎮。

## 人口
根據2020年美國人口普查的數據，里斯本的面積為295.04平方千米，當中陸地面積為280.44平方千米，而水域面積為14.60平方千米。當地共有人口4221人，而人口密度為每平方千米14人。